# Rijpdalen
Rijpdalen is een vallei op het eiland Nordaustlandet, dat deel uitmaakt van de Noorse eilandengroep Spitsbergen.
Het dal begint aan de zuidzijde van fjord Rijpfjorden en vervolgt in zuidelijke richting in het verlengde van het fjord. Ongeveer halverwege buigt het af richting het zuidwesten om in het verlengde van het fjord Wahlenbergfjorden te eindigen.
Het dal vormt de grens tussen het schiereiland Gustav-V-land in het westen en de rest van het eiland, met van noord naar zuid het Prins Oscarsland, Harald V-land en Gustav Adolfland. Het dal vormt ook de scheiding tussen de ijskappen Vestfonna en Austfonna. In het zuiden van het dal bevindt zich het meer Brånevatnet. 
Het dal is vernoemd naar Jan Corneliszoon Rijp.